# Patricia A. Adler
Patricia A. Adler (* 3. September 1951 in New York City als Patricia A. Heller) ist eine US-amerikanische Soziologin und emeritierte Professorin der University of Colorado Boulder. Zu ihren Forschungsfeldern zählen Sozialpsychologie, Kriminalsoziologie und Sozialwissenschaftliche Suchtforschung. Methodisch ist sie am Symbolischen Interaktionismus orientiert.
Adler machte das Bachelor-Examen im Fach Soziologie 1973 an der Washington University in St. Louis, einen Master-Abschluss (Sozialwissenschaften) 1974 an der University of Chicago und ein weiteres Master-Examen (Soziologie) 1975 an der University of California, San Diego, wo sie auch (1984) zur Ph.D. promoviert wurde. Danach war sie Assistant Professor an der Oklahoma State University (1985/1986) an der Washington University (1986/87) und der University of Colorado (1987 bis 1993). Dort war sie anschließend bis 1999 Associate Professor und dann Full Professor. Sie wurde 2014 emeritiert. Neben ihrer Tätigkeit an der University of Colorado war sie von 1996 bis 2008 als Hochschullehrerin an der University of Hawai‛i tätig.
Sie forscht und publiziert gemeinsam mit ihrem Ehemann Peter Adler, emeritierter Soziologie-Professor an der University of Denver.

## Schriften (Auswahl)
- Herausgeberin mit Peter Adler: Constructions of Deviance. Social Power, Context, and Interaction. 8. Auflage, Cengage Learning, Boston 2016, ISBN 978-1-305-09354-6.
- Mit Peter Adler und Patrick K O’Brien: Drugs and the American Dream. An Anthology. Wiley-Blackwell, Malden 2012; ISBN 978-0-470-67027-9.
- Mit Peter Adler: The Tender Cut. Inside the Hidden World of Self-Injury. Oxford Univ. Press, New York 2011, ISBN 978-0-8147-0507-0.
- Mit Peter Adler: Sociological Odyssey. Contemporary Readings in Introductory Sociology. Cengage Learning, Belmont 2013, ISBN 978-1-111-82955-1.
- Mit Peter Adler: Peer Power. Preadolescent Culture and Identity. 3. Auflage, Rutgers University Press, New Brunswick 2003, ISBN 978-0-8135-2460-3.
- Wheeling and dealing. An Ethnography of an Upper-Level Drug Dealing and Smuggling Community. 2. Auflage, Columbia University Press, New York 1993, ISBN 0-231-08132-4
- Mit Peter Adler: Backboards & blackboards. College Athletes and Role Engulfment. Columbia University Press, New York 1991, ISBN 0-231-07306-2.